# Stylodon
Stylodon, monotipski biljni rod iz porodice sporiševki smješšten u tribus Verbeneae. Jedini predstavnik mu je sjevernoamerički  polugrm sa juga SAD–a (Alabama, Florida, Georgia, Louisiana, Mississippi, Sjeverna Karolina, Južna Karolina, Teksas)

## Opis
Trajnica, jednostavnih nasuprotnih listova. Cvjeta u proljeće i ljeto. Cvjetovi bijeli i ružičasti. Čaška 5–režnjevita, vjenčić 5-režnjevit. 4 prašnika, pričvršćena na cjevčicu vjenčića. Plod je šizokarp.

## Sinonimi
- Stylodon carolinensis (Walter) Small; Man. Southeast. Fl. 1135 (1933)
- Stylodon carolinianum Raf.; Fl. Tellur. 2: 104 (1837), nom. superfl.
- Stylodon scabrum Raf.; Neogenyton: 2 (1825)
- Verbena carnea Medik.; Beobacht. 131 (1783)
- Verbena carolinensis (Walter) Small; Fl. Southeast. U. S. 1009 (1903)
- Verbena caroliniana Schauer; Prodr. [A. DC.] 11: 545 (1847)